# Timane Erdimi
Timane Erdimi é o líder do grupo rebelde chadiano Rassemblement des Forces pour le Changement, que possuía 800 militantes no início de 2008. Ele é membro do grupo étnico Zaghawa e sobrinho do presidente chadiano Idriss Déby. 
Um mandado de prisão internacional foi emitido pelo Chade para Erdimi em 2007. Ele estava entre as doze pessoas condenadas à morte in absentia  por um tribunal do Chade em 15 de agosto de 2008. Respondendo a esta sentença, Erdimi afirmou que não tinha conhecimento do julgamento e observou que eram seus oponentes no governo que "deveriam ser julgados".